# 萨拉套棘豆
萨拉套棘豆（学名：Oxytropis meinshausenii）为豆科棘豆属下的一个种。